# Giải bóng đá U-19 Quốc gia 1996
Giải bóng đá U-19 Quốc gia 1996, còn được gọi là Giải bóng đá U-19 Quốc gia – Cúp IBM 1996 vì lý do tài trợ, là mùa giải đầu tiên của Giải bóng đá U-19 Quốc gia do Liên đoàn bóng đá Việt Nam (VFF) tổ chức. Vòng chung kết của giải đấu, gồm 8 đội bóng, được tổ chức tại Hà Nội từ ngày 6 tháng 10 đến ngày 20 tháng 10 năm 1996.

## Vòng loại
Các đội tham dự vòng loại được chia theo ba khu vực, các đội đứng đầu từ mỗi khu vực sẽ lọt vào vòng chung kết cùng với chủ nhà Hà Nội (mặc định vượt qua vòng loại).
- Bảng A (Khu vực miền Bắc):
- Bảng B (Khu vực miền Trung):
- Bảng C (Khu vực miền Nam): [2][3]

### Các đội vượt qua vòng loại
Danh sách này không đầy đủ, bạn cũng có thể giúp mở rộng danh sách.
| Câu lạc bộ            | Tư cách vượt qua vòng loại |
| --------------------- | -------------------------- |
| Hà Nội                | Chủ nhà                    |
| Câu lạc bộ Quân đội   | Bảng A                     |
| Sông Lam Nghệ An      | Bảng A                     |
|                       | Bảng A                     |
|                       | Bảng B                     |
|                       | Bảng B                     |
| Thành phố Hồ Chí Minh | Bảng C                     |
|                       | Bảng C                     |

## Địa điểm
Các trận đấu của vòng chung kết diễn ra tại sân vận động Hà Nội, thủ đô Hà Nội.
| Hà NộiGiải bóng đá U-19 Quốc gia 1996 (Việt Nam) | Hà Nội              |
| ------------------------------------------------ | ------------------- |
| Hà NộiGiải bóng đá U-19 Quốc gia 1996 (Việt Nam) | Sân vận động Hà Nội |
| Hà NộiGiải bóng đá U-19 Quốc gia 1996 (Việt Nam) | Sức chứa: 25.000    |
| Hà NộiGiải bóng đá U-19 Quốc gia 1996 (Việt Nam) |                     |

## Tư cách cầu thủ
Các cầu thủ sinh từ sau ngày 1 tháng 1 năm 1977 có quyền tham dự giải đấu này, cùng với ba cầu thủ bổ sung không quá 20 tuổi.

## Vòng bảng
Hai đội đứng đầu mỗi bảng lọt vào vòng bán kết. 

## Vòng đấu loại trực tiếp

### Tranh hạng ba
| Câu lạc bộ Quân đội | 2–1      | Sông Lam Nghệ An |
| ------------------- | -------- | ---------------- |
|                     | Chi tiết |                  |

### Chung kết
| Thành phố Hồ Chí Minh | 1–0      | Hà Nội |
| --------------------- | -------- | ------ |
| Trần Anh Dũng         | Chi tiết |        |